# Led Zeppelin III
Led Zeppelin III (МФА: [lɛd ˈzɛpəlɪn ðə θɜː(ɹ)d]) — третий студийный альбом британской рок-группы Led Zeppelin, выпущенный 5 октября 1970 года лейблом Atlantic Records. Песни, вошедшие в альбом, были написаны в коттедже Брон-Эр-Айр в Уэльсе, где отдыхали участники группы. В альбоме преобладают акустические инструменты, что было нетипичным для Led Zeppelin и ознаменовало изменение в стиле группы.
Led Zeppelin III стал одним из самых малопродаваемых альбомов группы и на момент выхода получил смешанные отзывы критиков. Вместе с тем, группа добавила в свой концертный репертуар акустические версии некоторых песен, в последующих альбомах всё чаще появлялись фолк- и акустические песни.

## История создания

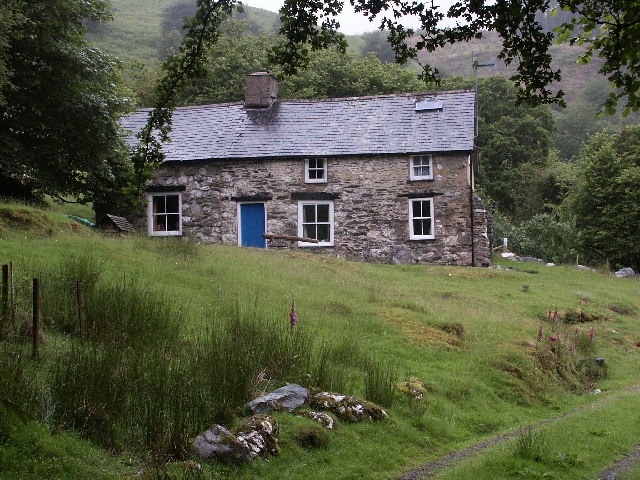
Коттедж Брон-Эр-Айр (Bron-Yr-Aur) в Уэльсе. Здесь участники группы подготовили материал для третьего альбома

В 1970 году, после двух с половиной лет изнурительных гастролей, Led Zeppelin решили сделать перерыв. Плант планировал написать несколько калифорнийских блюзов в каком-нибудь тихом месте и предложил Пейджу поселиться в коттедже Брон-Эр-Айр на севере Уэльса. Коттедж был назван так в честь полоски солнечного света, золотившей холм, на котором он стоял. Оба музыканта интересовались фолком: Пейдж слушал Дэйви Грэхема и Берта Дженша, а Плант — Джона Фэи. В тихой сельской местности двое участников группы получили возможность в спокойной обстановке сочинять ту музыку, которой интересовались. Они много музицировали, прогуливались по окраинам и иногда посещали сельские пабы, где их никто не узнавал.
В коттедже не было электричества, и Пейдж использовал классическую гитару. Это отчасти объясняет то, что после двух тяжёлых альбомов Led Zeppelin выпустили акустический. По словам Пейджа, умиротворённая местность и обстановка, задавшие тон будущему альбому, способствовали использованию классической гитары. Однако не только условия, в которых сочинялись песни, стали причиной нового звучания: участники группы сами хотели изменений, Роберт Плант в интервью журналу Uncut сказал:

[Брон-Эр-Айр] был фантастическим местом неизвестно где, без любых удобств, и это был фантастический эксперимент в том, что мы могли сделать в этой среде. Потому что к тому времени мы были одержимы переменами, и было великим делом, что мы также смогли создать пасторальную сторону Led Zep.
Оригинальный текст (англ.)[Bron-Yr-Aur] was a fantastic place in the middle of nowhere with no facilities at all-and it was a fantastic test of what we could do in that environment. Because by that time we'd become obsessed with change, and the great thing was that we were also able to create a pastoral side of Led Zep.

Песни, написанные в Брон-Эр-Айрt, оказали большое влияние на будущее творчество группы; впоследствии Пейдж говорил, что в период их проживания в коттедже по-настоящему узнал Планта:

Когда я действительно пожил с ним в Брон-Эр-Айре, а не в соседних номерах отеля.
Оригинальный текст (англ.)Actually living together at Bron-Yr-Aur, as opposed to occupying nearby hotel rooms.

## Запись

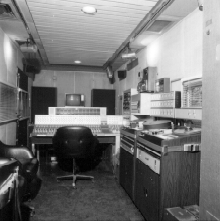
Интерьер передвижной звукозаписывающей студии Rolling Stones, к помощи которой прибегли Led Zeppelin, записывая третий альбом

В мае 1970 года Пейдж и Плант перебрались из Уэльса в Хэмпшир, где встретились с Джонсом и Бонэмом. В Хэмпшире участники группы поселились в старом особняке Хэдли-Гранж, который впоследствии стал их излюбленным местом, и начали репетировать, воспользовавшись передвижной студией The Rolling Stones. Благодаря мобильной студии музыканты получили возможность записывать песни прямо в доме, где во всех комнатах были установлены микрофоны.
В Хэдли-Гранж были записаны почти все песни, написанные в Брон-Эр-Айр. «Since I’ve Been Loving You» и «That’s the Way» были записаны в июле в Basing Street Studios лейбла Island Records, а «Out on the Tiles» и «Hats Off To (Roy) Harper» — в студии Olympic Studios (Лондон). Монтаж проводился в августе в студиях Island Records, Olympic Studios, Electric Lady (Нью-Йорк), Ardent Studios (Мемфис); этот период совпал с началом третьего американского турне Led Zeppelin, поэтому альбом пришлось заканчивать в спешке. Работа была закончена 17 августа.

## Дизайн обложки
Оригинальное издание винилового диска Led Zeppelin III упаковано в двойной раскладной конверт. Дизайном обложки занялся художник Zacron, который познакомился с Пейджем ещё в 1963 году. Сюрреалистическое изображение состоит из отдельных абстрактных элементов, которые во взаимодействии дают единое целое. Во внутреннем развороте конверта изображены воздушные суда разных типов, в том числе дирижабли и самолёты, соединённые линиями, а на задней стороне обложки — фотографии участников группы.
Обложку переделывали несколько раз, так как первый вариант Zacron-a не понравился участникам Led Zeppelin. Когда обложка была закончена, Пейдж позвонил художнику из Нью-Йорка и сказал, что, по его мнению, обложка «фантастична». Всё же дизайн конверта диска не полностью удовлетворил участников группы. Пейдж в интервью журналу Guitar World 1998 года выразил сожаление, что обложку не успели доработать до конца, так как срок работы над альбомом уже подходил к концу.
В Великобритании и Японии были изданы CD, упакованные в миниатюрную версию обложки оригинала. Во французском издании альбома на обложке была помещена фотография участников группы на белом фоне.

## Релиз и критика
| Оценки критиков   | Оценки критиков                  |
| Источник          | Оценка                           |
| ----------------- | -------------------------------- |
| AllMusic          | [ 14 ]                           |
| Rolling Stone     | (смешанный)                      |
| Роберт Кристгау   | B+                               |
| Q                 | [ источник не указан 1466 дней ] |
| Пьеро Скаруффи    | (6/10)                           |
| Melody Maker      | (смешанный)                      |
| Георгий Старостин | (10/15)                          |

Несмотря на то что работа над альбомом была закончена в августе 1970 года, релиз затянулся до октября. Led Zeppelin III был очень ожидаемым альбомом: число предварительных заказов только в США приблизилось к миллиону. После релиза (5 октября, лейбл Atlantic) LZ III получил негативные отзывы критиков.
Журналист Rolling Stone Лестер Бэнгс раскритиковал третий альбом, сказав, что он является продолжением линии, взятой в двух предыдущих альбомах, несмотря на несколько акустических песен. По его мнению, акустические песни получились стандартными по меркам Led Zeppelin, а тяжёлые песни похожи одна на другую. Наиболее удачными композициями Бэнгс назвал «Immigrant Song» и «That’s the Way», о «Friends» критик отозвался негативно из-за монотонного вокала Планта, а «Since I’ve Been Loving You» назвал «смертельно скучным семиминутным блюзом».
В отзыве музыкального еженедельника Melody Maker было сказано, что участники группы решили использовать акустическую гитару, потому что до этого фолк-рок-группа Crosby, Stills, Nash & Young уже использовала этот инструмент. Примечательно, что до релиза Melody Maker посвятил новому альбому Led Zeppelin целую страницу, в которой говорилось: «Спасибо вам, что сделали нас группой номер один в мире» (англ. Thank you for making us the world’s number one band).
Джимми Пейдж очень болезненно воспринял критику альбома и отказывался давать интервью в течение восемнадцати месяцев после релиза. Это также способствовало тому, что четвёртый альбом вышел без какой-либо предварительной информации. А тот факт, что LZ III стал самым малопродаваемым доселе альбомом группы, не расстроил Пейджа. Плант так объяснял малый объём продаж:

LZ III не был одним из самых продаваемых в каталоге, потому что аудитория обернулась и сказала: «Что нам с этим делать? — где наша вторая часть „Whole Lotta Love“». Они хотели что-нибудь вроде Paranoid Black Sabbath! Но мы хотели акустики, и такая песня как «Gallows Pole» всё ещё имеет силу «Whola Lotta Love», поскольку позволила нам быть динамичными.
Оригинальный текст (англ.)Led Zeppelin III was not one of the best sellers in the catalogue because the audience turned round and said 'What are we supposed to do with this?' – 'Where is our 'Whole Lotta Love Part 2'? They wanted something like Paranoid by Black Sabbath! But we wanted to go acoustic and a piece like «Gallows Pole» still had all the power of «Whole Lotta Love» because it allowed us to be dynamic.

Более поздние отзывы в основном были положительными. Журнал Q положительно отозвался об альбоме, дав ему максимальную оценку в пять звёзд и подобрав для Led Zeppelin эпитет «вращающейся карусели»; в 2004 году LZ III занял 9-е место в списке 50 лучших британских альбомов журнала Q. Также альбом удостоился пяти звёзд на Allmusic. По мнению критика ресурса Стивена Томаса Эрлевайна, LZ III дал участникам коллектива возможность для роста в музыкальном плане, и хотя на нём есть хард-рок-песни, они звучат по-новому. Эрлевайн похвалил все песни, отметив «Immigrant Song» (в частности вокал Планта), «Celebration Day» (блюз-рок с искривлённым риффом слайд-гитары) и «Hats Off to (Roy) Harper» (по мнению критика, превосходящая «Since I’ve Been Loving You»). Российский музыкальный критик Георгий Старостин в своём обзоре дал альбому оценку 10 из 15, лучшей песней выбрал «Since I’ve Been Loving You», назвав её абсолютной классикой.
«Декан американских критиков» Роберт Кристгау в своём рейтинге дал альбому оценку B+, выразив недовольство вокалом Планта, по его мнению, негармонирующим с гитарой Пейджа даже в фолковых песнях, и сожаление, что в LZ III нет ударного соло Бонэма. Итальянский музыкальный критик Пьеро Скаруффи в целом похвалил альбом, выделив песни «Gallows Pole» (баллада) и «Tangerine» («нежность востока»).
LZ III неоднократно входил в списки лучших альбомов, составленных разными критиками. Журнал Mojo включил его в список 100 лучших альбомов (99-я позиция). В списке 1000 лучших альбомов всех времён Колина Ларкина альбому досталось 361-е место. Журнал Classic Rock в 2006 году составил список 100 величайших британских роковых альбомов, в котором LZ III занял 31-е место.

## Список композиций
| №  | Название                     | Автор(ы)          | Длительность |
| -- | ---------------------------- | ----------------- | ------------ |
| 1. | «Immigrant Song»             | Пейдж/Плант       | 2:23         |
| 2. | «Friends»                    | Пейдж/Плант       | 3:54         |
| 3. | «Celebration Day»            | Пейдж/Плант/Джонс | 3:28         |
| 4. | «Since I’ve Been Loving You» | Пейдж/Плант/Джонс | 7:24         |
| 5. | «Out on the Tiles»           | Пейдж/Плант/Бонэм | 4:05         |

| №   | Название                   | Автор(ы)                                | Длительность |
| --- | -------------------------- | --------------------------------------- | ------------ |
| 6.  | «Gallows Pole»             | народная, в аранжировке Пейджа/Планта   | 4:56         |
| 7.  | «Tangerine»                | Пейдж                                   | 2:57         |
| 8.  | «That’s the Way»           | Пейдж/Плант                             | 5:37         |
| 9.  | «Bron-Y-Aur Stomp»         | Пейдж/Плант/Джонс                       | 4:16         |
| 10. | «Hats Off to (Roy) Harper» | народная, в аранжировке Чарльза Обскюра | 3:42         |

### Описание
We come from the land of the ice and snow,
from the midnight sun where the hot springs blow.
The hammer of the gods will drive our ships to new lands,
to fight the horde, singing and crying: Valhalla, I am coming!
- «Immigrant Song» — в этой песне повествование ведётся от лица викингов, плывущих покорять новые земли. Идея текста возникла у Роберта Планта, когда группа в рамках европейских гастролей посетила Рейкьявик[20]. Песня стала известной благодаря вступительному вокализу Планта, который отметили многие критики[14][15]. «Immigrant Song» исполнялась на всех концертах Led Zeppelin (полностью или частично) до 1974 года[8].
- «Friends» — одна из редких песен группы, в которой использован струнный аккомпанемент, сочинённый Джоном Полом Джонсом. Записывая партию акустической гитары, Пейдж использовал устройство Altair Tube Limiter[8]. Известно только одно концертное исполнение песни — в рамках японского турне[26].
- «Celebration Day» — текст отражает первые впечатления Планта от Нью-Йорка. Во время монтажа партия ударных в начале композиции была случайно уничтожена инженером; пустое место было заполнено гулом синтезатора, который переходит из «Friends» в начало «Celebration Day», затем ударные «догоняют» мелодию[6]. Так трек был спасён и включён в альбом.
- «Since I’ve Been Loving You» — блюзовая песня. Одна из первых записанных для LZ III песен[8]. Это единственная композиция в альбоме, которую группа исполняла на концертах ещё до сессий. В интервью журналу Guitar World Джимми Пейдж признался, что песню было очень трудно записывать и было сделано несколько попыток[6]. В окончательную версию вошла партия Джона Пола Джонса, играющего на органе Хаммонда[20]. «Since I’ve Been Loving You» исполнялась на всех турне Led Zeppelin в 1970—1980 годах.
- «Out on the Tiles» — текст песни был написан Джоном Бонэмом, вдохновлённым застольной песней, которую он пел, будучи пьяным[6]. Гитарный рифф сочинил Пейдж. На записи композиции можно услышать посторонние звуки, проникшие на неё отчасти из-за того, что Пейдж расположил микрофоны на расстоянии от инструментов, чтобы получить пространственный звук[8]. Песня закрывает первую, тяжёлую, часть альбома. «Out on the Tiles» исполнялась участниками Led Zeppelin и после распада группы.
- «Gallows Pole» — фолк-песня (оригинальное название — «The Maid Freed from the Gallows») в аранжировке Пейджа и Планта. В начале песни вокал сопровождает акустическая гитара, позже к ней присоединяются мандолина и бас-гитара, затем начинается партия банджо и ударных. Записывая композицию, Пейдж использовал электрогитару Gibson Les Paul и банджо Джонса (на этом инструменте гитарист никогда раньше не играл)[6]. Группа исполняла «Gallows Pole» на концертах 1971 года[8].
- «Tangerine» — фолковая песня, написанная Пейджем. Материалом для создания песни послужила неизданная композиция группы The Yardbirds под названием «Knowing That I’m Losing You», текст которой также начинался со слов «Measuring a summer’s day»[8]. Песня исполнялась на концертах 1970-х.
- «That’s the Way» — ещё одна фолк-рок-песня. Пейдж и Плант сочинили песню во время прогулки: у Пейджа была гитара, он начинал играть, а Плант подпевал ему; у них был диктофон, на который они и записали мелодию[20]. Во время записи Пейдж помимо всего прочего исполнил партию бас-гитары, в то время как Джонс сыграл на мандолине. Рабочее название песни — «The Boy Next Door»[8]. По мнению биографа Led Zeppelin Стивена Дэвиса, текст песни отражает отношение Планта к загрязнению окружающей среды[27]. «That’s the Way» исполнялась на фестивале блюза и прогрессивной музыки в городе Шептон Маллет (Сомерсет, июнь 1970), в рамках турне 1971 года (запись можно найти на концертном альбоме BBC Sessions), американского турне 1972 года (How the West Was Won) и в 1975 году в Эрлс-Корте (Led Zeppelin DVD[англ.]).

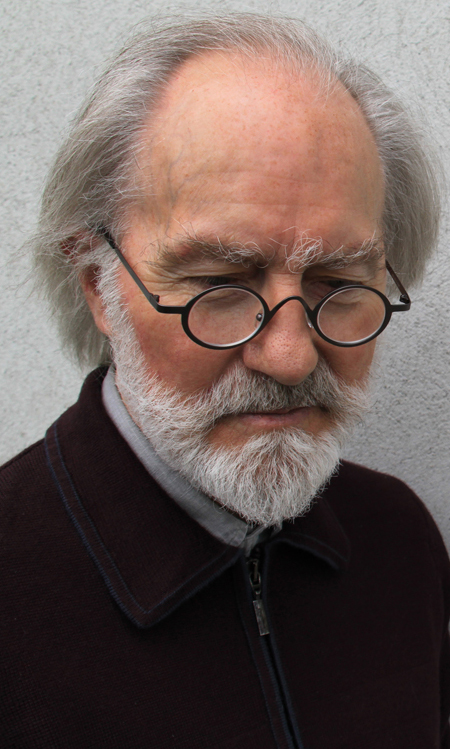
Рой Харпер в 2011 году

- «Bron-Y-Aur Stomp» — смесь фолк- и блюз-рока. Бонэм сыграл на ложках и кастаньетах[8], а Джонс использовал пятиструнную безладовую бас-гитару. Композиция была названа в честь коттеджа, однако во время печатания обложки в названии «Bron-Yr-Aur» была пропущена одна буква. Группа часто исполняла песню в попурри с более поздними композициями.
- «Hats Off to (Roy) Harper» — блюз, представляющий собой попурри из разных блюзовых песен, в том числе отрывок из песни Букки Уайта «Shake ’Em on Down». Официальное авторство песни — «традиционная, в аранжировке Чарльза Обскюра». Название композиции — дань блюзовому певцу Рою Харперу, который сотрудничал с Пейджем и Плантом. Пейдж в интервью 1977 года сказал о песне, что это дань всем тем людям, которые придерживаются своего мнения и имеют мужество не продаться[6]. Эта песня исполнялась лишь в качестве попурри с другими композициями и никогда не исполнялась отдельно[8].

## Участники записи
Led Zeppelin
- Джимми Пейдж — гитара, банджо, мандолина, слайд-гитара, бэк-вокал, продюсер
- Роберт Плант — вокал, губная гармоника
- Джон Пол Джонс — бас-гитара, орган, бэк-вокал
- Джон Бонэм — барабаны, перкуссия, бэк-вокал

Другие
- Чарльз Обскюр — аранжировка
- Вирам Ясани — табла
- Питер Грант — исполнительный продюсер
- Тэрри Мэннинг[англ.] — инженер
- Джордж Марино — ремастеринг
- Энди Джонс — инженер, сведение
- Эдди Крамер — ассистент, сведение композиции 6
- Zacron[англ.] — визуальный дизайн

## Позиции в чартах и сертификации
| Чарт                     | Год  | Высшая позиция |
| ------------------------ | ---- | -------------- |
| US Billboard 200         | 1970 | 1              |
| US Billboard Soul Albums | 1970 | 30             |
| UK Albums Chart          | 1970 | 1              |
| Норвежский хит-парад     | 1970 | 3              |
| Dutch Mega Album Top 100 | 1970 | 3              |
| SNEP Albums Chart        | 1970 | 4              |
| FIMI Albums Chart        | 2007 | 90             |

| Сингл                                     | Чарт              | Высшая позиция      |
| ----------------------------------------- | ----------------- | ------------------- |
| «Immigrant Song»/ «Hey Hey What Can I Do» | Billboard Hot 100 | 16 (30 января 1971) |

| Страна    | Сертификация  | Продажи   |
| --------- | ------------- | --------- |
| Австралия | 3× платиновая | 210 000   |
| Германия  | Золотая       | 250 000   |
| Швейцария | Золотая       | 50 000    |
| США       | 6× платиновая | 6 000 000 |
| Франция   | Платиновая    | 300 000   |